# Pilotul de pe Dunăre
Pilotul de pe Dunăre (în franceză Le Pilote du Danube) este un roman scris de Jules Verne, publicat pentru prima dată în 1908 de Editura Hetzel.
Este vorba de un roman postum al lui Jules Verne, al cărui titlu original dat de autor era "Le beau Danube jaune" (în română Frumoasa Dunăre galbenă), cu referire la valsul lui Strauss ("Dunărea albastră"), și pe care fiul său Michel, moștenitorul operei literare, îl va redenumi cu un nume mai comercial. Valsul lui Strauss este evocat în primele capitole în contradicție cu culoarea apei fluviului Dunărea, de-a lungul căruia navighează personalul principal, Ilia Bruș.
Romanul a fost publicat în formă de foileton în Le journal din perioada 24 septembrie - 2 noiembrie 1908 și ulterior într-o ediție dublă cu "Goana după meteor" la 15 noiembrie 1908. Prima traducere în limba română a apărut în anul 1985 la Editura Ion Creangă din București și a fost realizată de Maria Brăescu.

## Rezumat
Sigmaringen, 1876. Ca urmare a victoriei sale în concursul de pescuit organizat de Liga Dunăreană, Ilia Bruș, maestru pescar maghiar, se lansează într-un pariu fără sens: el dorește să navigheze de-a lungul celor 3.000 kilometri ai Dunării, fără a trăi din alte resurse decât din capturile pescuite de el.
Malurile fluviului sunt bântuite de o bandă de tâlhari, condusă de un oarecare Ladko, bulgar din Rusciuc, iar șeful poliției dunărene, Carol Dragoș, este desemnat să se ocupe de prinderea ei. Acesta, deghizat într-un pescar amator, reușește să îl convingă pe Bruș să îl ia la bordul bărcii sale, pentru a putea supraveghea mai ușor apele Dunării. Dar când escalele lui Bruș încep să coincidă în mod straniu cu momentele în care se produc crime și jafuri,  care au loc în centrul Europei, Dragoș intră la bănuieli. Acestea sunt întărite de fotografia unei femei, aflată de într-unul din cuferele lui Bruș, fotografie pe care apare numele Ladko.
Între timp, banda de tâlhari își continuă jafurile și, dintr-o eroare, ajunge la concluzia că, sub chipul lui Bruș, se ascunde Carol Dragoș. Se dovedește astfel că banda este condusă de un anume Striga, bulgar din Rusciuc. Acesta, dușman declarat al lui Ladko (despre care consideră că i-a furat iubita), încearcă să îl compromită folosindu-i numele în acțiunile sale.
Tâlharii îl capturează pe Bruș, despre care ei cred că e Dragoș, dar acesta reușește să evadeze de pe șlepul lor, doar pentru a fi arestat ca impersonare a temutului Ladko. În timpul procesului, care durează mult din cauza mărturiilor contradictorii, Bruș reușește să evadeze și să fugă pe Dunăre, însoțit tot de Dragoș.
În timpul acestei fugi disperate, Dragoș află că Bruș este, într-adevăr, Ladko, dar că nu e nici pe departe tâlharul pe care îl căuta. De fapt, Ladko vrea să ajungă la Rusciuc pentru a-și revedea soția, aflată în mare pericol deoarece țările balcanice încep să se revolte împotriva Imperiului Otoman. Deoarece Ladko este cunoscut de autoritățile turcești ca fiind un revoluționar care luptă pentru țara sa, a fost nevoit să își asume un alt chip și o altă identitate, ca să poată reveni acasă.
Evenimentele se precipită când cei doi află că soția lui Ladko este prizoniera lui Striga, care se îndreaptă cu șlepul său spre Marea Neagră, unde vrea să vândă mărfurile obținute prin jaf. Porniți într-o cursă disperată, cei doi îi ajung din urmă și fiecare își îndeplinește misiunea: Ladko pe aceea de a-și regăsi iubita, iar Dragoș pe aceea de a anihila banda de tâlhari.

### Capitolele cărții
| - I - La concursul de la Sigmaringen - II - La izvoarele Dunării - III - Pasagerul lui Ilia Bruș - IV - Sergiu Ladko - V - Carol Dragoș - VI - Ochii albaștri - VII - Vânătorii și vânatul - VIII - Portretul unei femei - IX - Cele două eșecuri ale lui Dragoș - X - Prizonier | - XI - În mâna dușmanului - XII - În numele legii - XIII - O comisie rogatorie - XIV - Între cer și pământ - XV - Aproape de țel - XVI - Casa goală - XVII - Pilotul atacă, înotând - XVIII - Pilotul de pe Dunăre - XIX - Epilog |

## Gen literar
Ca și alte romane scrise târziu de Jules Verne, este vorba de un roman polițist, în care autorul folosește tehnica specifică a acestui tip literar, cu o intrigă dezvoltată, îndoieli, lovituri de teatru, false piste și în final elucidarea enigmei.
Prin genul său polițist, romanul se aseamănă cu "În fața steagului" (1896).

## Teme abordate în cadrul romanului
- Autodeterminarea, adică a dreptului popoarelor de a-și stabili propriul viitor politic - subliniată prin prezentarea luptei maghiarilor pentru libertatea lor politică (temă tratată anterior în Mathias Sandorf (1885), precum și în ceea ce privește lupta grecilor în Arhipelagul în flăcări (1884)). De fiecare dată, această luptă se desfășoară împotriva puterii otomane, văzută în contradicție cu cea dintr-un alt roman mai puțin politic și mai mult distractiv, Kéraban Încăpățânatul (1883).
- Pirateria, reprezentată aici de Yvan Striga, care amintește de un alt pirat vernian, Sacratif, alias Nicolas Starkos din Arhipelagul în flăcări.

## Lista personajelor
- Ilia Bruș (Sergiu Ladko) - în original Ilia Brusch (Serge Ladko)-, eroul romanului, pescar emerit laureat al concursului de pescuit al Ligii Dunărene, el se lansează într-o încercare provocatoare de a naviga pe Dunăre, trăind în această perioadă numai din pescuit ... Fiecare cuvânt al romanului constă în a descoperi adevărata sa identitate; Bruș este de fapt un patriot bulgar din Rusciuc cu numele de Sergiu Ladko, forțat să se refugieze din calea invaziei otomane, în ciuda sentimentelor sale și a dragostei pentru frumoasa sa soție Natcha; el este frământat de grija pentru soția sa pe care o crede în siguranță, în timp ce ea se află într-un mare pericol, după ce a fost răpită de către cel mai mare dușman al său, Ivan Striga.

- Domnul Jaeger (Carol Dragoș) - în original Domnul Jaeger (Karl Dragoch)-, străin enigmatic care se oferă să-l plătească pe Ilia Bruș doar pentru a ocupa un loc la bordul ambarcațiunii acestuia, obținând în contrapartidă un procent din toate vânzările de pește, pe care le va face personajul principal la fiecare escală într-un oraș mare în timpul călătoriei sale. Este vorba în realitate de cel mai bun detectiv al Dunării, polițistul maghiar Carol Dragoș, care încearcă pe aceasta cale să-l prindă pe șeful bandei de răufăcători care acționează de-a lungul Dunării în anul 1876.

- Natașa - în original Natcha-, soția lui Sergiu Ladko, curtată înainte și râvnită acum de cel mai mare dușman al lui Ilia Bruș, gelosul Striga.

- Ivan Striga - în original Yvan Striga-, răufăcătorul din poveste, un tâlhar refuzat de soția lui Bruș; el îl urăște atât de mult pe rivalul său încât face tot posibilul ca acesta să fie suspectat de ticăloșiile pe care le înfăptuiește el și cu banda sa de-a lungul Dunării; va fi nevoie de toată perspicacitatea și flerul polițist al lui Dragoș pentru a nu se lăsa prins în jocul lui.

## Traduceri în limba română
- 1985 - Pilotul de pe Dunăre, Ed. Ion Creangă, Colecția "Jules Verne", vol. 35, traducere Maria Brăescu
- 2005 - Pilotul de pe Dunăre, Ed. Corint, traducere Maria Brăescu
- 2006 - Dunărea galbenă, Ed. Dacia, ISBN  973-35-1983-9
- 2010 - Pilotul de pe Dunăre, Ed. Adevărul, Colecția "Jules Verne", vol. 36, traducere Nicolae-Bogdan Mușat